# Parlamentswahl in Chile 1973
Die Parlamentswahl in Chile 1973 fand am 4. März statt. Bei ihr wurden die Mitglieder des Nationalkongress (150 Mandate in der Abgeordnetenkammer und 25 von 50 Mandate im Senat) gewählt.

## Ergebnis

### Abgeordnetenkammer
| Wahlbündnisse                             | Wahlbündnisse                  | Listen                               | Stimmen   | %    | Mandate |
| ----------------------------------------- | ------------------------------ | ------------------------------------ | --------- | ---- | ------- |
|                                           | Confederación de la Democracia | Partido Demócrata Cristiano de Chile | 1.055.120 | 29,1 | 50      |
| Partido Nacional                          | Confederación de la Democracia | 780.480                              | 21,5      | 34   |         |
| Democracia Radical                        | Confederación de la Democracia | 70.582                               | 1,9       | 2    |         |
| Partido Izquierda Radical                 | Confederación de la Democracia | 60.166                               | 1,7       | 1    |         |
| Partido Democrático Nacional              | Confederación de la Democracia | 13.349                               | 0,4       | –    |         |
| Gruppenstimmen                            | Confederación de la Democracia | 33.895                               | 0,9       | –    |         |
| ↳ Gesamt                                  | Confederación de la Democracia | 2.013.592                            | 55,5      | 87   |         |
|                                           | Unidad Popular                 | Partido Socialista de Chile          | 678.796   | 18,7 | 28      |
| Partido Comunista de Chile                | Unidad Popular                 | 593.738                              | 16,4      | 25   |         |
| Partido Radical                           | Unidad Popular                 | 133.745                              | 3,7       | 5    |         |
| Movimiento de Acción Popular Unitaria     | Unidad Popular                 | 92.592                               | 2,6       | 2    |         |
| Partido Izquierda Cristiana               | Unidad Popular                 | 41.589                               | 1,1       | 1    |         |
| Acción Popular Independiente              | Unidad Popular                 | 29.972                               | 0,8       | 2    |         |
| Gruppenstimmen                            | Unidad Popular                 | 34.738                               | 1,0       | –    |         |
| ↳ Gesamt                                  | Unidad Popular                 | 1.605.170                            | 44,2      | 63   |         |
|                                           | Unión Socialista Popular       | Unión Socialista Popular             | 10.287    | 0,3  | –       |
| Gesamt                                    | Gesamt                         | Gesamt                               | 3.629.049 | 100  | 150     |
|                                           |                                |                                      |           |      |         |
| Ungültige Stimmen                         | Ungültige Stimmen              | Ungültige Stimmen                    | 58.056    | 1,6  |         |
| Wähler                                    | Wähler                         | Wähler                               | 3.687.105 | 81,8 |         |
| Wahlberechtigte                           | Wahlberechtigte                | Wahlberechtigte                      | 4.510.060 |      |         |
|                                           |                                |                                      |           |      |         |
| Quellen: Dirección del Registro Electoral |                                |                                      |           |      |         |

### Senat
| Wahlbündnisse                             | Wahlbündnisse                  | Listen                               | Stimmen   | %    | Mandate |
| ----------------------------------------- | ------------------------------ | ------------------------------------ | --------- | ---- | ------- |
|                                           | Confederación de la Democracia | Partido Demócrata Cristiano de Chile | 745.274   | 33,8 | 10      |
| Partido Nacional                          | Confederación de la Democracia | 417.311                              | 19,0      | 4    |         |
| Democracia Radical                        | Confederación de la Democracia | 47.992                               | 2,2       | –    |         |
| Partido Izquierda Radical                 | Confederación de la Democracia | 34.334                               | 1,6       | –    |         |
| Gruppenstimmen                            | Confederación de la Democracia | 14.432                               | 0,7       | –    |         |
| ↳ Gesamt                                  | Confederación de la Democracia | 1.259.343                            | 57,2      | 14   |         |
|                                           | Unidad Popular                 | Partido Socialista de Chile          | 392.469   | 17,8 | 5       |
| Partido Comunista de Chile                | Unidad Popular                 | 380.460                              | 17,3      | 5    |         |
| Partido Radical                           | Unidad Popular                 | 126.961                              | 5,8       | 1    |         |
| Movimiento de Acción Popular Unitaria     | Unidad Popular                 | 25.191                               | 1,1       | –    |         |
| Gruppenstimmen                            | Unidad Popular                 | 17.431                               | 0,8       | –    |         |
| ↳ Gesamt                                  | Unidad Popular                 | 942.512                              | 42,8      | 11   |         |
| Gesamt                                    | Gesamt                         | Gesamt                               | 2.201.855 | 100  | 25      |
|                                           |                                |                                      |           |      |         |
| Ungültige Stimmen                         | Ungültige Stimmen              | Ungültige Stimmen                    | 38.164    | 1,7  |         |
| Wähler                                    | Wähler                         | Wähler                               | 2.240.019 | 81,7 |         |
| Wahlberechtigte                           | Wahlberechtigte                | Wahlberechtigte                      | 2.740.703 |      |         |
|                                           |                                |                                      |           |      |         |
| Quellen: Dirección del Registro Electoral |                                |                                      |           |      |         |

#### Nach Regionen
| Region                                   | Parteien                       | Parteien                       | Parteien                       | Parteien                       | Parteien                       | Parteien       | Parteien       | Parteien       | Parteien       | Parteien       | Gesamt    |
| Region                                   | Confederación de la Democracia | Confederación de la Democracia | Confederación de la Democracia | Confederación de la Democracia | Confederación de la Democracia | Unidad Popular | Unidad Popular | Unidad Popular | Unidad Popular | Unidad Popular | Gesamt    |
| Region                                   | PDC                            | PN                             | pR                             | IR                             | Liste                          | PS             | PCCh           | PR             | MAPU           | Liste          | Gesamt    |
| ---------------------------------------- | ------------------------------ | ------------------------------ | ------------------------------ | ------------------------------ | ------------------------------ | -------------- | -------------- | -------------- | -------------- | -------------- | --------- |
| II                                       | 60.008                         | –                              | 22.089                         | –                              | 976                            | 38.513         | 47.002         | 12.627         | 3.871          | 1.211          | 186.297   |
| IV                                       | 507.552                        | 282.637                        | –                              | 26.790                         | 9.661                          | 234.232        | 243.891        | 76.037         | 21.320         | 11.081         | 1.413.201 |
| VI                                       | 63.439                         | 59.503                         | –                              | 7.544                          | 1.605                          | 53.483         | 42.770         | 9.941          | –              | 1.991          | 240.276   |
| VIII                                     | 84.654                         | 63.753                         | 17.743                         | –                              | 1.833                          | 45.825         | 35.801         | 20.846         | –              | 2.594          | 273.049   |
| X                                        | 29.621                         | 11.418                         | 8.160                          | –                              | 357                            | 20.416         | 10.996         | 7.510          | –              | 554            | 89.032    |
| Gesamt                                   | 745.274                        | 417.311                        | 47.992                         | 34.334                         | 14.432                         | 392.469        | 380.460        | 126.961        | 25.191         | 17.431         | 2.201.855 |
|                                          |                                |                                |                                |                                |                                |                |                |                |                |                |           |
| Quelle: Dirección del Registro Electoral |                                |                                |                                |                                |                                |                |                |                |                |                |           |